# 박상민 (배우)
박상민(朴尙民, 1970년 10월 19일 ~ )은 대한민국의 배우, 탤런트이다. 박상민은 2024년 5월 19일 도요타 차량을 몰고 경기 과천시 도로를 운전한 혐의로 재판에 넘겨져 결심공판에서 징역 6월을 선고받았다.

## 생애
경상남도 진해에서 의사의 아들로 출생하였으며 지난날 한때 경상남도 마산에서 잠시 유아기를 보낸 적이 있고 그 후 서울에서 성장한 그는 유복한 환경에서 자랐고 미술과 운동을 좋아했다. 서울예전 재학중이었던 1990년 영화 《장군의 아들》의 주연을 통하여 영화배우 첫 데뷔를 하였다. 영화 《장군의 아들》이 대히트를 하면서 김두한이라는 배역으로 강한 임팩트를 남겼지만 이후 다른 영화 작품들에서는 별다른 두각을 나타내지 못하다 연극 무대와 뮤지컬 무대를 거쳐 브라운관으로 활동 무대를 옮기고 TV 드라마 《젊은이의 양지》와 《태양은 가득히》 등의 작품을 통하여 꾸준한 연기 활동을 펼쳤다. 결혼 실패 등으로 한동안 슬럼프를 겪기도 하였지만 《내 사랑 못난이》로 성공적인 복귀를 하였고 《자이언트》에서 이성모 역으로 연기 호평을 받았고 계속 활발히 활동 중이다.

## 학력
- 성동초등학교 졸업
- 광희중학교 졸업
- 성동고등학교(전학) → 광남고등학교 졸업
- 서울예술대학 영화학과 전문학사(연출 전공)
- 고려대학교 언론대학원 언론학과 전공

### 비학위 수료
- 고려대학교 언론대학원 최고위과정 수료

### 드라마
- 1994년 SBS 《사랑은 블루》 ... 김동하 역
- 1995년 KBS2 《젊은이의 양지》 ... 박인호 역
- 1996년 SBS 《형제의 강》 ... 서준식 역
- 1997년 KBS2 《열애》 ... 최강현 역
- 1998년 KBS1 《내사랑 내곁에》 ... 유선재 역
- 1999년 SBS 《젊은 태양》 ... 이상민 역
- 1999년 MBC 《우리가 정말 사랑했을까》 ... 박석구 역
- 1999년 KBS2 《만남》 ... 현석주 역
- 2000년 SBS 《덕이》 ... 정병수 역
- 2000년 KBS2 《태양은 가득히》 ... 장호태 역
- 2001년 SBS 《여인천하》 ... 길상 역
- 2006년 SBS 《내 사랑 못난이》 ... 신동주 역
- 2007년 MBC 《내 곁에 있어》 ... 최동건 역
- 2007년 SBS 《불량 커플》 ... 김윤석 역
- 2008년 KBS2 《대왕 세종》 ... 양녕대군 역
- 2010년 SBS 《자이언트》 ... 이성모 역
- 2011년 MBC 《남자를 믿었네》 ... 김남기 역
- 2011년 SBS 《시티헌터》 ... 박무열 역 (특별출연)
- 2012년 MBC 《무신》 ... 최양백 역
- 2013년 SBS 《돈의 화신》 ... 지세광 역
- 2013년 MBC 《스캔들 : 매우 충격적이고 부도덕한 사건》 ... 장태하 역
- 2017년 SBS 《브라보 마이 라이프》 ... 정영웅 역
- 2019년 OCN 《빙의》 ... 장춘섭 역

### 영화
- 《장군의 아들》 - 김두한 역(1990년)
- 《장군의 아들 2》 - 김두한 역(1991년)
- 《장군의 아들 3》 - 김두한 역(1992년)
- 《이혼하지 않은 여자》 - 찬우 역(1992년)
- 《비상구가 없다》 - 준표 역(1995년)
- 《도둑과 시인》 - 강토 역(1995년)
- 《남자는 괴로워》
- 《48+1》 - 강토 역(1995년)
- 《나에게 오라》 - 춘근 역(1996년)
- 《깡패 수업》 - 해구 역(1996년)
- 《마리아와 여인숙》 - 애인 역(1997년)
- 《스카이 닥터》 - 양구 역(1997년)
- 《남자이야기》 - 도끼 역(1998년)
- 《휘파람 공주》 - 석진 역(2002년)
- 《튜브》 - 강기택 역(2003년)
- 《유감스러운 도시》 - 쌍칼 역(2009년)

### 연극
- 1991년 연극 《햄릿》 ... 햄릿 왕자 역(주인공)

- 1993년 연극 《풍운아 홍길동》 ... 홍길동 역(주인공, 연출가 겸무)[2]

- 2023년 연극 《슈만》

### 뮤지컬
- 1994년 《아가씨와 건달들》 ... 베니 사우드스트릿 역(남자 조연)

### 라디오 프로그램
- 2015년 EBS FM 《EBS 책 읽는 라디오 낭독 시리즈》

### 뮤직 비디오
- 김성집 - 《기약》(2000년)
- 얀 - 《두고 봐》(2004년)

### 광고
- 오리온 핫브레이크
- 종갓집 김치
- 워모
- 팔도 왕뚜껑

### 방송 출연
- 2011년 3월 23일 MBC 《무릎팍도사》 - 224회
- 2012년 1월 12일 YTN 《뉴스N이슈 이슈 앤 피플》

## 수상 및 후보
| 연도 | 시상식                       | 부문                                | 작품               | 결과 |
| ---- | ---------------------------- | ----------------------------------- | ------------------ | ---- |
| 1990 | 제11회 청룡영화상            | 신인남우상                          | 장군의 아들        | 수상 |
| 1990 | 제11회 청룡영화상            | 남우주연상                          | 장군의 아들        | 후보 |
| 1990 | 제11회 청룡영화상            | 인기스타상                          | 장군의 아들        | 수상 |
| 1991 | 제11회 청룡영화상            | 인기스타상                          | 장군의 아들 2      | 수상 |
| 1991 | 제29회 대종상                | 신인남우상                          | 장군의 아들        | 수상 |
| 1995 | 제31회 백상예술대상          | 영화부문 인기상                     | 남자는 괴로워      | 수상 |
| 1996 | 제34회 대종상                | 남우주연상                          | 나에게 오라        | 후보 |
| 2000 | KBS 연기대상                 | 우수연기상                          | 태양은 가득히      | 수상 |
| 2010 | SBS 연기대상                 | 프로듀서상                          | 자이언트           | 수상 |
| 2011 | MBC 드라마대상               | 연속극부문 남자 최우수연기상        | 남자를 믿었네      | 후보 |
| 2012 | MBC 연기대상                 | 연속극부문 남자 우수연기상          | 무신               | 후보 |
| 2013 | 제21회 대한민국 문화연예대상 | 드라마부문 남자 최우수연기상        | 스캔들             | 수상 |
| 2013 | MBC 연기대상                 | 특별기획부문 남자 우수연기상        | 스캔들             | 후보 |
| 2013 | SBS 연기대상                 | 중편드라마부문 남자 우수연기상      | 돈의 화신          | 후보 |
| 2017 | SBS 연기대상                 | 일일&주말드라마부문 남자 우수연기상 | 브라보 마이 라이프 | 후보 |

## 기타 비고 사항
- 그의 아버지 박성태는 일반외과 전문의·의학석사 및 예비역 대한민국 육군 중위 출신이며 현재 방광암 완치후 강원도 춘천 지방 재활병원 원장으로 재직중이다.
- 그는 3살 연하의 한나래(중국요리 음식점 기업가)와 결혼 후 이혼을 하였다.